# Diphyllocalyx
Diphyllocalyx, biljni rod iz porodice sporiševki smješten u tribus Lantaneae. Pripada mu preko 6 vrsta, sve su kubanski endemi, od kojih su 4 vrste ugrožene.

## Opis
Grmovi.

## Vrste
1. Diphyllocalyx armatus (Urb.) Greuter & R.Rankin; ugrožena
2. Diphyllocalyx cayensis (Britton) Greuter & R.Rankin; 2 podvrste, obje ugrožene
3. Diphyllocalyx galanus Greuter & R.Rankin;
4. Diphyllocalyx myrtifolius (Griseb.) Greuter & R.Rankin; ugrožena
5. Diphyllocalyx nipensis (Urb.) Greuter & R.Rankin; ugrožena
6. Diphyllocalyx urquiolae Greuter & R.Rankin

## Sinonimi
- Lippia sect. Diphyllocalyx Griseb.